# Interliga 2001/02
Die Saison 2001/02 der Interliga war die dritte Austragung der als Nachfolger der Alpenliga konzipierten Eishockey-Meisterschaft und wurde mit insgesamt acht Mannschaften aus fünf Staaten ausgespielt. Titelverteidiger war das slowenische Team HDD Olimpija Ljubljana, das seine Meisterschaft auch in der neuen Saison verteidigen konnte.

## Teilnehmer und Modus
Das Teilnehmerfeld war im Vergleich zur Vorsaison im Wesentlichen unverändert geblieben. Der letztplatzierte HK Bled nahm diesmal nicht an der Liga teil, ebenso wie der vorletzte HK Roter Stern Belgrad (der zu den Platzierungsspielen der letzten Saison ebenfalls nicht mehr angetreten war) und der Ferencvárosi TC aus Ungarn. Neu hinzugekommen waren das serbische Team HK Vojvodina Novi Sad und der MHK Dubnica aus der Slowakei.
Die acht Mannschaften spielten eine doppelte Hin- und Rückrunde aus. Die besten vier spielten anschließend in einem Playoff bestehend aus Halbfinale und Finale um die Meisterschaft. Parallel dazu fanden Platzierungsspiele statt, in denen die endgültige Reihenfolge entschieden wurde. Playoffs und Platzierungsspiele wurden in jeweils zwei Spielen pro Serie entschieden, wobei zunächst die Siege und danach das Torverhältnis zählten.

## Tabelle nach dem Grunddurchgang
| Platz | Team                      | Spiele | Pts | W (OTW) | L (OTL) | GF:GA  | GD  |
| ----- | ------------------------- | ------ | --- | ------- | ------- | ------ | --- |
| 1     | Alba Volán Székesfehérvár | 14     | 39  | 13 (1)  | 1 (1)   | 91:48  | +43 |
| 2     | Dunaújvárosi Acélbikák    | 14     | 28  | 10 (2)  | 4 (0)   | 67:32  | +35 |
| 3     | HDD Olimpija Ljubljana    | 14     | 27  | 9 (1)   | 5 (1)   | 65:41  | +24 |
| 4     | HK Jesenice               | 14     | 27  | 8 (0)   | 6 (3)   | 63:44  | +19 |
| 5     | MHK Dubnica               | 14     | 26  | 9 (2)   | 5 (1)   | 62:43  | +19 |
| 6     | HK Slavija Ljubljana      | 14     | 12  | 4 (0)   | 10 (0)  | 49:59  | −10 |
| 7     | HK Vojvodina Novi Sad     | 14     | 6   | 2 (0)   | 12 (0)  | 30:87  | −57 |
| 8     | KHL Medveščak Zagreb      | 14     | 3   | 1 (0)   | 13 (0)  | 38:108 | −70 |

## Playoffs

### Halbfinale
- HK Jesenice (4) – Alba Volán Székesfehérvár (1): 7:4 (1:0, 4:2, 2:2)
- Alba Volán Székesfehérvár – HK Jesenice: 6:1 (1:0, 2:0, 3:1)

- HDD Olimpija Ljubljana (3) – Dunaújvárosi Acélbikák (2): 4:2 (1:0, 1:1, 2:1)
- Dunaújvárosi Acélbikák – HDD Olimpija Ljubljana: 4:3 n. P. (1:1, 1:1, 2:0, 0:1)

Alba Volán Székesfehérvár und HDD Olimpija Ljubljana stiegen ins Finale auf.

### Finale
- HDD Olimpija Ljubljana (3) – Alba Volán Székesfehérvár (1): 4:1 (1:0, 1:1, 2:0)
- Alba Volán Székesfehérvár – HDD Olimpija Ljubljana: 5:3 n. P. (1:1, 3:0, 1:1, 0:1)

Im zweiten Spiel musste aufgrund des Torverhältnisses ein Penaltyschießen über den Meister entscheiden. Hier hatte der HDD Olimpija Ljubljana das bessere Ende für sich und konnte somit seinen Vorjahrestitel verteidigen.

## Platzierungsspiele
Die Mannschaften auf den Rängen fünf bis acht trugen zunächst zwei Serien zur Platzierung aus:
- KHL Medveščak Zagreb (8) – MHK Dubnica: 5:7 (1:3, 2:3, 2:1)
- MHK Dubnica – KHL Medveščak Zagreb: 10:4 (3:0, 4:2, 3:2)

- HK Vojvodina novi Sad (7) – HK Slavija Ljubljana (6): 2:4 (1:2, 1:2, 0:0)
- HK Slavija Ljubljana – HK Vojvodina novi Sad: 5:3 (2:1, 1:0, 2:2)

Es folgten die eigentlichen Platzierungsspiele:
Spiele um Rang 3
- HK Jesenice – Dunaújvárosi Acélbikák: 2:0 (0:0, 1:0, 1:0)
- Dunaújvárosi Acélbikák – HK Jesenice: 4:4 (2:1, 0:1, 2:2)

Spiele um Rang 5
- HK Slavija Ljubljana – MHK Dubnica: 3:1 (2:1, 0:0, 1:0)
- MHK Dubnica – HK Slavija Ljubljana: 5:0 (1:0, 3:0, 1:0)

Spiele um Rang 7
- KHL Medveščak Zagreb – HK Vojvodina Novi Sad: 5:2 (2:0, 2:0, 1:2)
- HK Vojvodina Novi Sad – KHL Medveščak Zagreb: 6:1 (2:0, 1:1, 3:0)

## Meisterschaftsendstand
1. HDD Olimpija Ljubljana
2. Alba Volán Székesfehérvár
3. HK Jesenice
4. Dunaújvárosi Acélbikák
5. MHK Dubnica
6. HK Slavija Ljubljana
7. HK Vojvodina Novi Sad
8. KHL Medveščak Zagreb

## Auszeichnungen
- Bester Spieler: Gábor Ocskay (Alba Volán Székesfehérvár)
- Topscorer: Krisztián Palkovics (Alba Volán Székesfehérvár)
- Bester Torhüter: Gaber Glavič (HK Jesenice)
- Bester Verteidiger: Igor Beribak (HDD Olimpija Ljubljana)
- Bester Stürmer: Frank Kovács (Alba Volán Székesfehérvár)
- Fairplay: MHK Dubnica